# Biz Markie
Biz Markie, właściwie Marcel Theo Hall (ur. 8 kwietnia 1964 w Nowym Jorku, zm. 16 lipca 2021 w Baltimore) – amerykański raper, DJ, komik, aktor i prezenter telewizyjny.
U progu kariery związany był z Marleyem Marlem. Jego styl można określić jako połączenie komizmu i paraperkusyjnych efektów dźwiękowych. Snując opowieści o dłubaniu w nosie, nieświeżym oddechu i innych atrakcjach, w sposób bliski autoironii, Markie znalazł fanów wśród dorastających słuchaczy. Jego kariera nabrała tempa w 1989 r., po niespodziewanym powodzeniu singla „Just A Friend”. Wydany w 1993 r. album All Samples Cleared!' był zdecydowanie osadzony w tradycji starej szkoły rapu. Znalazło się na nim nagranie „Let Me Turn You On”, (z fragmentem „ Ain't No Stoppin' Us Now”), w którym Markie rzeczywiście śpiewa. 
Markie uzyskał zgodę na wszystkie sample, od dosłownie każdego przedstawiciela zainteresowanych wykonawców. Wcześniej groziło mu więzienie, kiedy w balladzie „Alone Again” (z albumu Need A Haircut) wykorzystał fragment nagrania Gilberta O’Sullivana z 1972 Sędzia Kevin Thomas Duff wyznaczył wówczas karę grzywny uznając, iż „w świetle prawa sampling jest kradzieżą”, spędzając tym samym sen z powiek raperom na całym świecie. 
Jeden z czołowych pionierów beatboxu w kulturze Hip-Hop.  
Twórca Biz Mark Dance.

## Albumy
- Goin ' Off' (Cold Chillin' 1988)
- The Biz Never Sleeps' (Cold Chillin' 1989)
- I Need A Haircut' (Cold Chillin' 1991)
- All Samples Cleared!' (Cold Chillin' 1993)
- Weekend Warrior (2003)
- Biz Baddest Beats' (Cold Chillin' 1996)